# La Belle Dame sans merci (poème)
Pour les articles homonymes, voir La Belle Dame sans merci.
 (février 2010).
Si vous disposez d'ouvrages ou d'articles de référence ou si vous connaissez des sites web de qualité traitant du thème abordé ici, merci de compléter l'article en donnant les références utiles à sa vérifiabilité et en les liant à la section « Notes et références ».

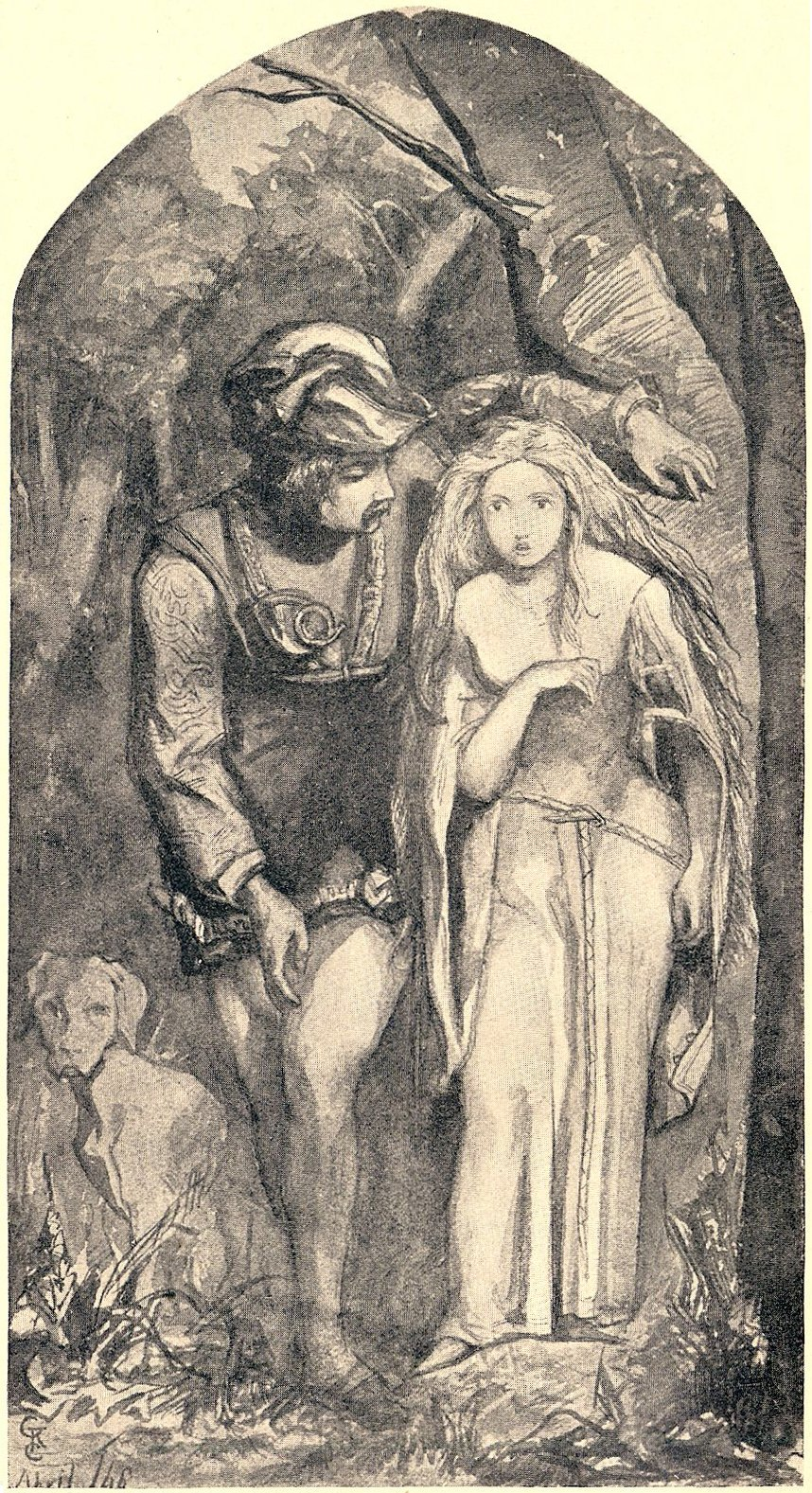
La Belle Dame sans merci, dessin au crayon par Dante Gabriel Rossetti, 1848.

La Belle Dame sans Merci est une ballade écrite par le poète anglais John Keats. Il en existe deux versions, avec chacune des différences mineures. La version originale fut écrite en 1819, bien que le titre du poème soit une référence à un autre poème du XVe siècle d'Alain Chartier.

## Description
Le poème décrit la rencontre entre un chevalier inconnu et une mystérieuse femme qui se dit « la fille d'une fée ». Il commence par la description du chevalier, vu dans un paysage aride et froid, puis raconte comment il a rencontré une belle jeune femme aux « yeux sauvages » et l'a emmenée avec lui sur son cheval jusqu'au gouffre Elfin, où « elle pleurait, et soupirait ». Il s'endort et a une vision : des chevaliers le narguent « La Belle Dame sans Merci t'a subjugué ! ». Il se réveille enfin, mais se retrouve sur le flanc de la même « colline froide », et poursuit sa méditation. Il existe deux versions de cette ballade. 

## Lectures
Bien que La Belle Dame sans Merci soit un poème court (douze strophes de quatre vers chacune, avec les rimes type ABCB), il est plein d'énigmes. Du fait que le chevalier est associé à des allégories de la mort, comme le lys (symbole de la mort dans la culture occidentale), la pâleur, la « disparition », il est probable que le héros soit mort lorsqu’il conte l’histoire. Il est clairement voué à rester sur la colline, mais la cause de ce sort est inconnue. Une simple lecture suggère que la dame lui a tendu un piège, à l'instar des héroïnes de contes comme Thomas le Rhymer ou Tam Lin. Par ailleurs, comme les chevaliers sont généralement liés par des vœux de chasteté, le poème semble indiquer que celui-ci est doublement damné — et, effectivement, maintenant, enchanté — quand il s'attarde ici avec une créature éthérée.
Mort à 25 ans de la tuberculose, Keats devient un romantique célèbre. La spéculation autour de son auto-médication au mercure mène certains à voir dans ce poème une allusion à la syphilis, qui faisait des dégâts considérables à l'époque. Dans la continuité du romantisme, la même métaphore revient dans le cauchemar de des Esseintes dans À Rebours de J.-K. Huysmans.

## Texte du poème
| La Belle Dame sans Merci O what can ail thee, knight-at-arms, Alone and palely loitering? The sedge is withered from the lake, And no birds sing. O what can ail thee, knight-at-arms, So haggard and so woe-begone? The squirrel’s granary is full, And the harvest’s done. I see a lily on thy brow, With anguish moist and fever-dew, And on thy cheeks a fading rose Fast withereth too. I met a lady in the meads, Full beautiful, a fairy’s child; Her hair was long, her foot was light, And her eyes were wild. I made a garland for her head, And bracelets too, and fragrant zone; She looked at me as she did love, And made sweet moan I set her on my pacing steed, And nothing else saw all day long, For sidelong would she bend, and sing A faery’s song. She found me roots of relish sweet, And honey wild, and manna-dew, And sure in language strange she said— ‘I love thee true’. She took me to her Elfin grot, And there she wept and sighed full sore, And there I shut her wild, wild eyes With kisses four. And there she lullèd me asleep, And there I dreamed—Ah! woe betide!— The latest dream I ever dreamt On the cold hill side. I saw pale kings and princes too, Pale warriors, death-pale were they all; They cried—‘La Belle Dame sans Merci Hath thee in thrall!’ I saw their starved lips in the gloam, With horrid warning gapèd wide, And I awoke and found me here, On the cold hill’s side. And this is why I sojourn here, Alone and palely loitering, Though the sedge is withered from the lake, And no birds sing. | La Belle Dame sans merci (traduction) Ô, qu'est-ce qui peut te troubler, homme d'armes, Seul, pâle et hésitant ? La laîche s'est flétrie et retirée du lac et aucun oiseau ne chante. Ô, qu'est-ce qui peut te troubler, homme d'armes, Si hagard et si affligé ? Le grenier de l'écureuil est plein, Et la moisson terminée. Je vois un lis sur ton front Ainsi que la sueur de l'angoisse et la rosée de la fièvre, Et sur ta joue une rose ternissant Promptement se flétrit aussi. Je rencontrai une dame dans les prés, D'une absolue beauté, l'enfant d'une fée. Ses cheveux étaient longs, son pied léger, Et ses yeux étaient sauvages. Je fis une couronne pour sa tête, Et des bracelets aussi, et une ceinture de fleurs ; Elle me regarda comme si elle aimait Et fit un doux gémissement. Je la plaçais sur ma monture en marche, Et ne vis rien d'autre tout du jour, Car de côté elle se courbait, et chantait Une chanson de fée. Elle me trouva des racines à la douce saveur, Et du miel sauvage, et une rosée de manne, Et pour sûr dans une langue étrange elle dit — « Je t'aime en vérité ». Elle me mena jusqu'à sa grotte d'elfe, Et là elle pleura et soupira en grande peine, Et là je fermai ses yeux sauvages, sauvages Avec quatre baisers. Et là elle me berça pour m'endormir Et là je rêvai — Ah ! Malheur ! Le dernier rêve que j'eus jamais rêvé Sur le flanc froid de la colline Je vis des rois pâles, et des princes aussi, De pâles guerriers, pâles comme la mort ils l'étaient tous ; Ils pleuraient — « La belle dame sans merci t'a en son pouvoir ! » Je vis leurs lèvres affamées dans l’obscurité Avec un terrible avertissement s'ouvrir grand Et je me réveillai et me trouvais là Sur le flanc froid de la colline Et c'est pourquoi je séjourne ici, Seul, pâle et hésitant ? La laîche s'est flétrie et retirée du lac et aucun oiseau ne chante. |

## Dans d'autres domaines

### Littérature
La Dame des MacEnnen d'Armand Cabasson (Editions Glyphe).

### Peinture
La Belle Dame sans Merci est un thème récurrent chez les peintres préraphaélites. On peut notamment citer Sir Frank Dicksee, Frank Cadogan Cowper, John William Waterhouse, Arthur Hughes, Walter Crane, et Henry Meynell Rheam qui le représentèrent. Le thème a également été parodié en 1920 dans le magazine Punch.

Représentation de La Belle Dame sans Merci, notamment chez les peintres préraphaélites
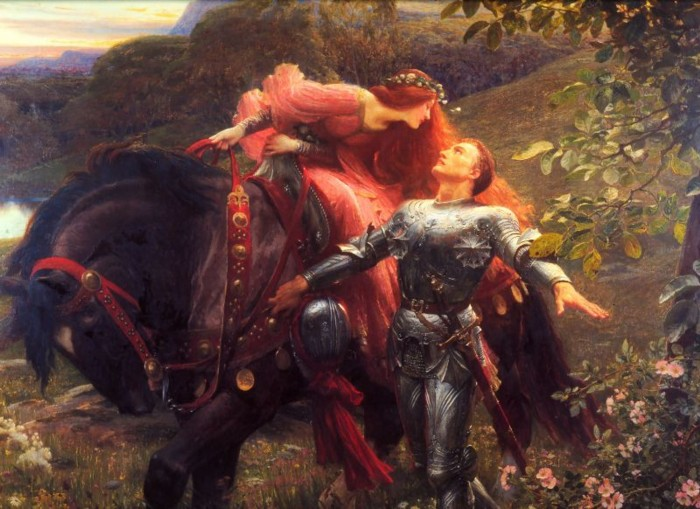
La Belle Dame sans Merci, par Frank Bernard Dicksee.
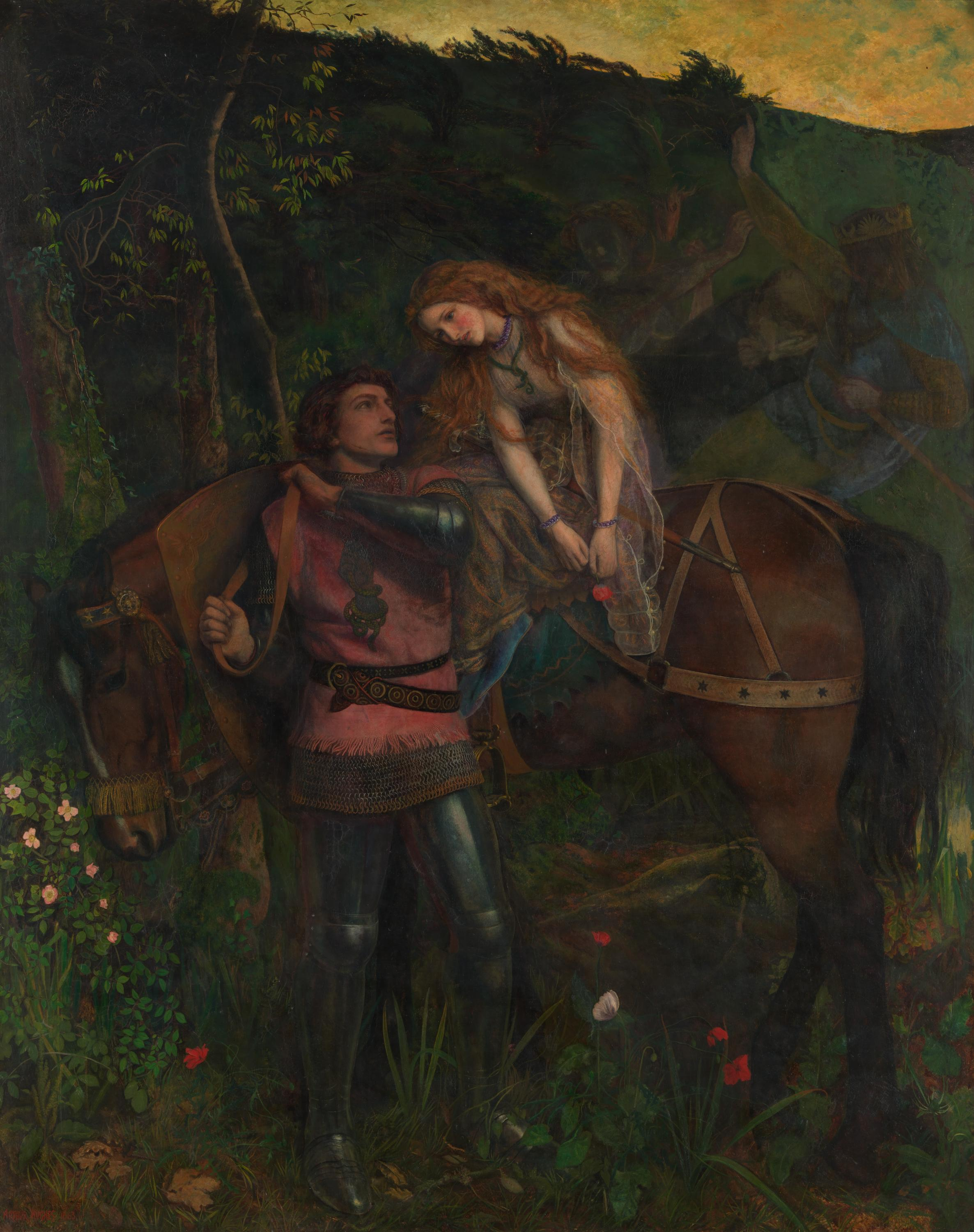
La Belle Dame sans Merci, par Arthur Hughes.
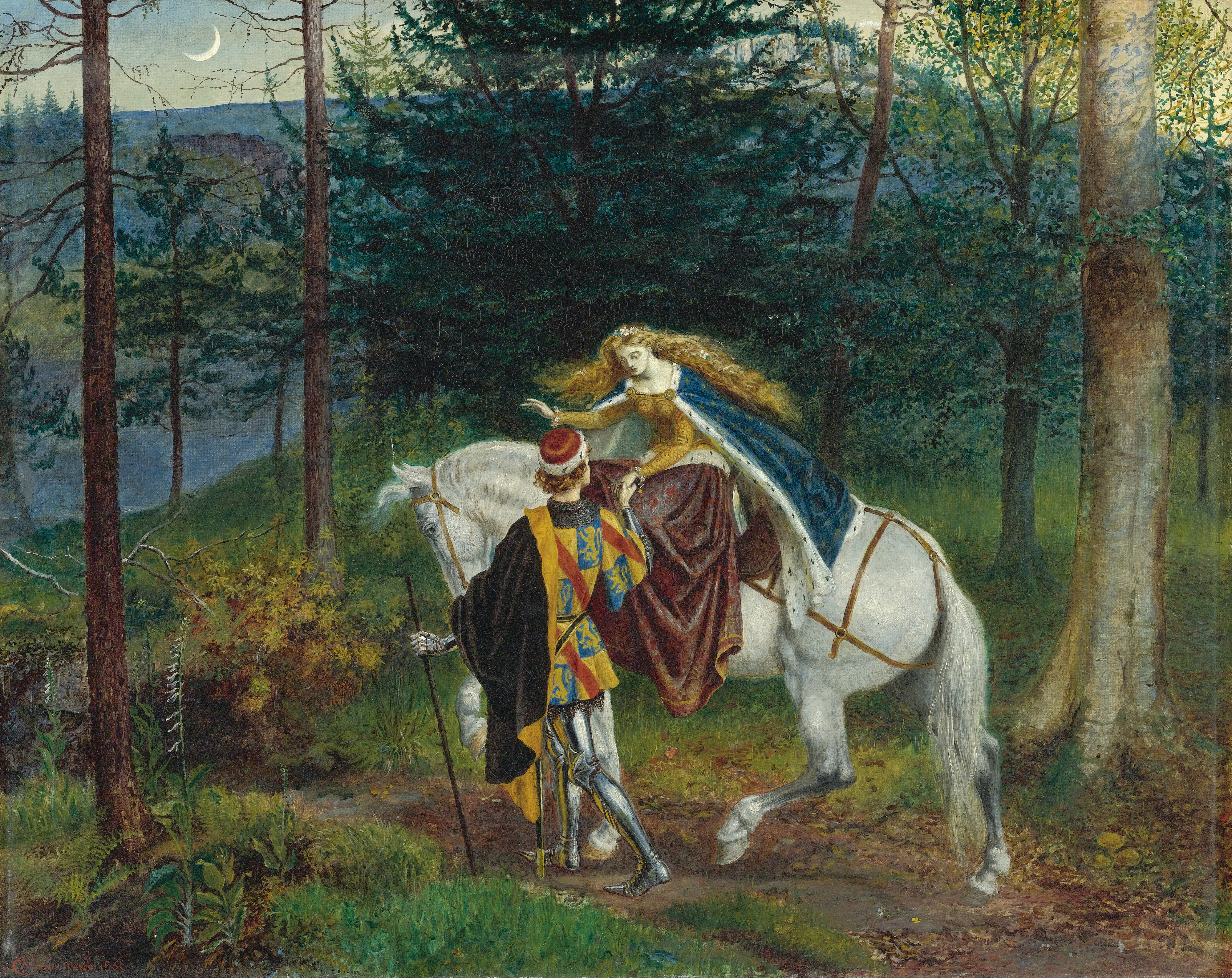
La Belle Dame sans Merci, par Walter Crane.
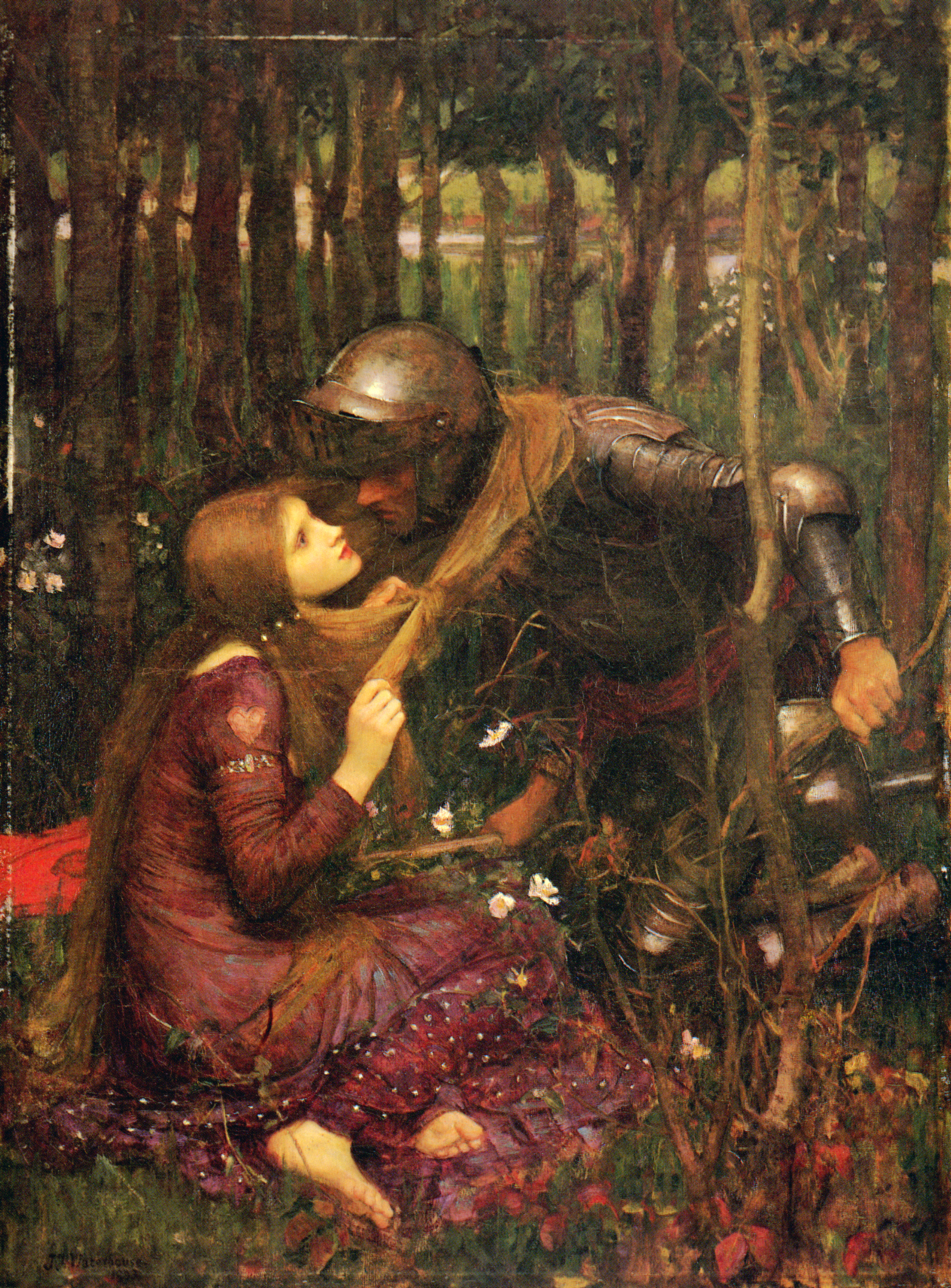
La Belle Dame sans Merci, par John William Waterhouse.
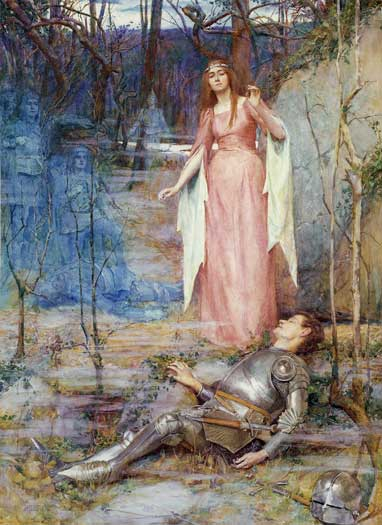
La Belle Dame sans Merci, par Henry Meynell Rheam.
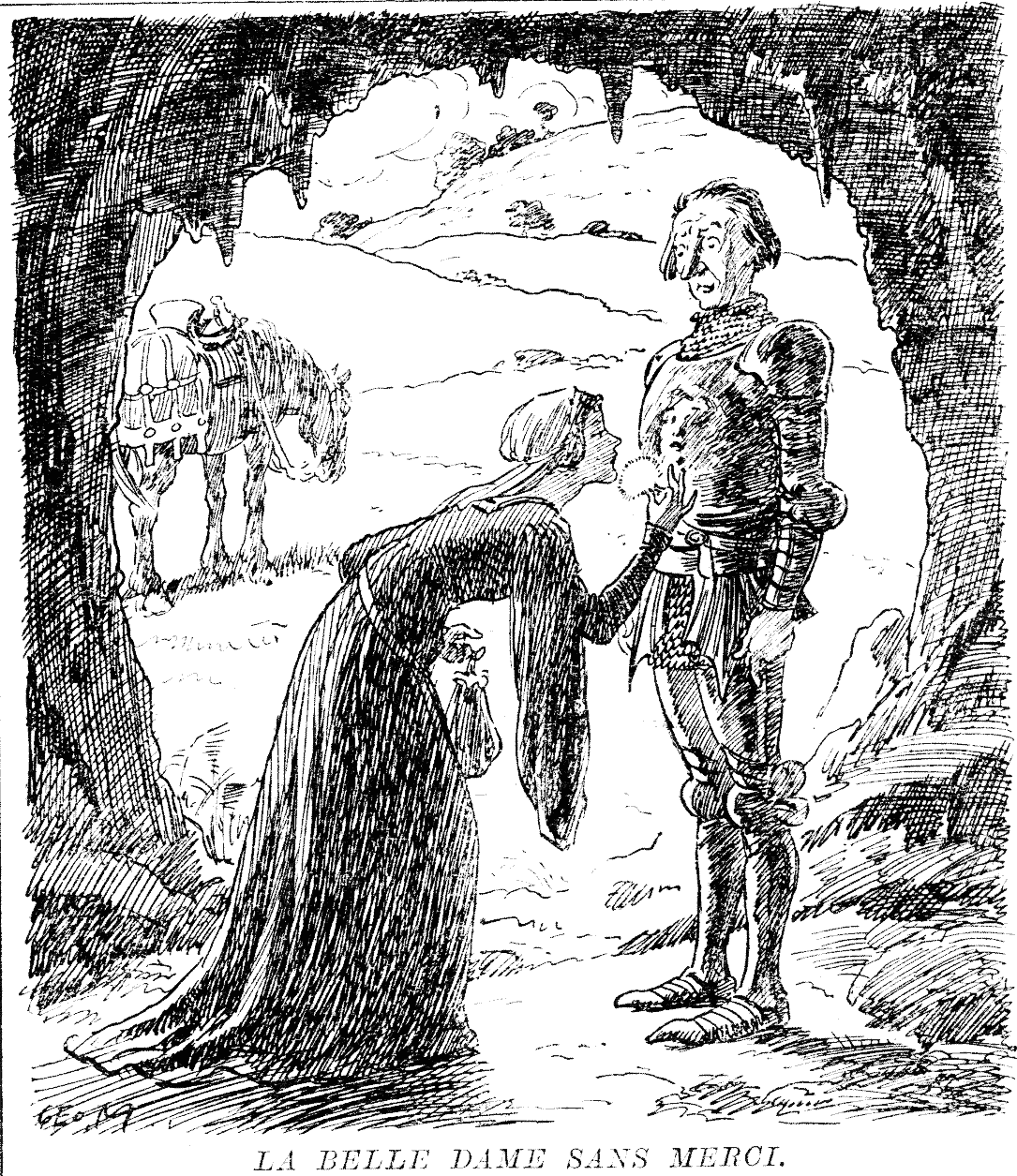
La Belle Dame sans Merci, dans le magazine Punch.

### Vitrail
Le vitrailliste irlandais Harry Clarke fait allusion à La Belle Dame sans Merci dans le sixième panneau de son vitrail monumental The Eve of St Agnes (en)[réf. souhaitée], que l'on peut voir à la Hugh Lane Municipal Gallery de Dublin, en Irlande. Ce vitrail s'inspire du poème du même nom de John Keats. Ce dernier présentait La Belle Dame sans Merci comme étant un ancien conte du folklore provençal français.

### Adaptation musicale
L'adaptation musicale la plus célèbre est celle de Charles Villiers Stanford.C'est une interprétation dramatique qui nécessite une voix masculine et un accompagnement. Elle est restée populaire et est parue dans plusieurs anthologies de la chanson anglaise du British Art Music enregistré par plusieurs autres artistes. Patrick Hadley a également écrit une version pour ténor et orchestre.
Sans prétendre qu'il s'agit, à proprement parler, d'une adaptation musicale, il faut citer aussi The Battle of Agincourt, sonate pour deux violoncelles d'Olivier Greif qui a été inspirée par la ballade de Keats. Dans le dernier mouvement, le texte est même inscrit sur la partition.
On peut également citer Belle Dame Sans Merci, chanson du groupe Faun, sur l'album Buch der Balladen (2009) dont le texte est en allemand, excepté les mots du titre qui sont en français.
Loreena McKennitt l'a également chantée, en neuvième et dernière chanson de son album Lost Soul, sorti en 2018.

### Inspiration
Les derniers vers du poème (« The sedge is wither'd from the lake, And no birds sing ») ont inspiré le titre de l'essai de Rachel Carson Printemps silencieux (Silent Spring) paru en 1962[réf. souhaitée].